# NGC 7687
NGC 7687 ist eine Linsenförmige Galaxie vom Hubble-Typ S0 im Sternbild Fische auf der Ekliptik. Sie ist schätzungsweise 213 Millionen Lichtjahre von der Milchstraße entfernt und hat einen Durchmesser von etwa 80.000 Lichtjahren.
Im selben Himmelsareal befinden sich unter anderem die Galaxien NGC 7679, NGC 7682, NGC 7685.
Das Objekt wurde am 21. September 1862 von Heinrich Louis d’Arrest entdeckt.